# Minuciano Cornélio
Minuciano (em latim: Minucianus; em grego: Μινουκιανός) foi um romano do século I, amigo e vizinho de Plínio, o Jovem, que chamou-o "Ornamento da minha região, isto é, a dignidade e a moralidade" e referiu-se a ele com outros vários termos laudatórios numa carta endereçada a Falcão, na qual solicita ao último que conferisse a posição de tribuno militar a Minuciano. Três das cartas de Plínio (iii. 9, iv. 11, viii. 12) foram endereçadas a esse Minuciano.